# Abu-Tàhir al-Jannabí
Abu-Tàhir Sulayman ibn Abi-Saïd al-Hàssan, més conegut com a Abu-Tàhir al-Jannabí (907 - 944), fou fill del daï càrmata Abu-Saïd al-Hàssan ibn Bahram, fundador de l'estat càrmata de Bahrain, i dirigent càrmata.
A la mort del seu pare el seu fill gran Saïd el va succeir al front d'un consell de notables. Per un temps es van restablir bones relacions amb el califat i van obtenir el dret d'ús del port de Siraf del visir abbàssida Alí ibn Issa ibn al-Jarrah. Però vers el 918 el califa fatimita va fer deposar Saïd, i suposadament va investir a Abu-Tàhir, però com que aquest només tenia uns 11 anys, el fet resta obscur.
El 920 es van trencar les relacions amb els abbàssides a causa d'un atac càrmata a Bàssora en suport d'una revolta fatimita. El 923 Abu-Tàhir Sulayman apareix per primer cop quan va dirigir un nou atac a Bàssora que va controlar 17 dies i després va començar a atacar caravanes de peregrina a la Meca i Abu-Tàhir va exigir la cessió de Bàssora i Ahwaz entre d'altres. Rebutjades aquests demandes va seguir atacant els peregrins. El 927 va saquejar Kufa, i el 928 va derrotar un exèrcit del califa dirigit per Yusuf al-Sadj, que va morir en la lluita (febrer del 928). Llavors va pujar a al-Anbar, va creuar l'Eufrates i va intentar marxar contra la capital del califa, Bagdad però fou rebutjat per un exèrcit manat per Munis; va seguir cap al nord i va arribar fins a Rahba, Karkisiyya i Rakka on va recaptar impostos. Alguns dels seus lloctinents van arribar fins a Nisibin, Sindjar i Ras al-Ayn. El febrer del 929 va retornar a Bahrain, a la seva capital al-Ahsa.
L'11 de gener del 930 es va presentar a la Meca amb un exèrcit on va matar molts peregrins a la mesquita, va saquejar la ciutat durant una setmana i es va emportar la Pedra Negra. El mateix any va conquerir Oman. El 931 va entrar a Iraq i va saquejar Kufa durant 25 dies. Fou en aquest temps quan Ubayd Allah al-Mahdi, un impostor d'origen persa, es va fer reconèixer com a cap del moviment fatimita universal i fou acceptat fins i tot pel mateix Abu-Tàhir que es va considerar el seu agent a Bahrain (el 931 però algun ho remunten al 929). Finalment Abu-Tàhir va fer matar l'impostor el 932.
Va continuar fent atacs contra els peregrins i va atacar Siniz el 933 i Tawwadj al Fars el 934. El camarlenc del califa, Muhàmmad ibn Yaqut, va iniciar negociacions i li va proposar la investidura oficial de les regions que dominava a canvi de parar els seus atacs i restituir la Pedra Negra. Abu-Tàhir va acceptar tot excepte retornar la pedra, però va exigir la cessió de Bàssora, però el preacord es va trencar al cap de pocs mesos i els atacs al peregrins es van reprendre. L'exèrcit del califa fou derrotat entre Kufa i Qadisiyya i la primera ciutat va ser ocupada temporalment.
El 937 va tornar a Kufa i l'amir al-umara Ibn Raik va iniciar nous contactes però no es va aconseguir cap acord. El 939 amb una mediació, va autoritzar reprendre el pelegrinatge a canvi d'un tribut del califa per despeses de protecció, que Abu-Tàhir recaptaria entre els mateixos peregrins. Això no va impedir altres expedicions sobretot al baix Iraq. Va tenir el suport del daylamita Mardawidj.
Va morir de verola quan tenia 38 anys, el 943/944, i el va succeir el seu germà Ahmad.